# Rosana Rios
Rosana Rios (São Paulo, 1955) é uma escritora, ilustradora, arte-educadora e roteirista brasileira. 
Foi eleita Presidente da Associação dos Escritores e Ilustradores de Literatura Infantil e Juvenil (AEILIJ) no período entre 2019 a 2023 e é membro da União Brasileira de Escritores (UBE).
Até 2022, teve 180 obras publicadas, em Literatura Infantil, Juvenil, paradidáticos e Jovem Adulto. 

## Biografia
Formada em Educação Artística e Artes Plásticas pela Faculdade de Belas Artes de São Paulo, Rosana trabalhou por um tempo como ilustradora e em 1986 tornou-se roteirista do programa Bambalalão da TV Cultura. Em 1988, iniciou a carreira literária com o livro infantil O Dragão Comilão (Ed. Scipione). Também desenvolveu e roteirizou o programa Agente G da Rede Record e na área de HQs, fez roteiros de histórias em quadrinhos Disney publicadas pela Editora Abril.
Em 1997, ao lado de  Maria Silvia Gonçalves, escreveu a série de Jogos de RPG - Português em Outras Palavras, também publicados pela Editora Scipione.
Em 2006, lançou pela Devir, o livro Senhoras dos Anéis, que analisa as mulheres na série de livros O Senhor dos Anéis de J.R.R. Tolkien. No ano seguinte, publicou pela editora Scipione, o livro HQs - Quando a Ficção Invade a Realidade, que misturava prosa e histórias em quadrinhos, ilustrado por Amílcar Pinna.
Em 2011, publicou pela Panda Books, o livro Enciclonérdia – Almanaque de Cultura Nerd, co-escrito como irmão, Luis Flávio Fernandes. Em 2012, trabalha novamente com roteiros de histórias em quadrinhos, adaptando as óperas Aída, de Giuseppe Verdi, A Flauta Mágica, de Mozart e O Guarani de Carlos Gomes — essa última inspirada no romance homônimo de José de Alencar — para a coleção Ópera em Quadrinhos da Editora Scipione. Já em 2014, Rios lançou o livro O Invisível Sugador de Sangue que apresenta os personagens Sheila, Cadu e Pedro, mais conhecidos como "Os Sinistros", parte de uma série de livros que coordena.

## Obras
- A Dança das Cadeiras (1988)
- A Aranha Arabela (1988)
- Cinco Dedos e Uma Encrenca (1988)
- O Pernilongo Que Não Fazia Fium (1988)
- A Terrível Arma Verde (1989)
- A Vassoura da Bruxa (1991)
- Brincando com Teatro de Bonecos (1991)
- Marília, Mar e Ilha (1991)
- Timóteo, o Tatupoeta (1992)
- O Outro Lado da História (1992)
- Um Bairro Encantado (1992)
- Jacaré‑de‑Papo‑Amarelo (1992)
- Lobo‑Guará, o Solitário (1992)
- A Aventura da Tartaruga‑de‑Pente (1992)
- Jaguar etê, a Onça Pintada (1992)
- Sauimpiranga, o Mico‑Leão‑Dourado (1992)
- O Monstro (1993)
- Drimz, uma História de Podes e Não‑Podes (1993)
- Construir Histórias (1993)
- Jacupará, a Jacutinga (1993)
- Chauá, o Papagaio‑de‑Cara‑Roxa (1993)
- Iurumi, o Tamanduá‑Bandeira (1993)
- O Rei da Floresta (1994)
- O Gordo Invisível (1994)
- Quase Um Super‑Herói (1994)
- Cadê o Cachorro? (1994)
- Três Noites de Medo (1994)
- Ora, Vírgulas! (1994)
- O Homem que Pescou a Lua (1994)
- Da Matéria dos Sonhos (1995)
- Time Travel (1995)
- Canção para Chamar o Vento (1995)
- Por Trás das Câmeras (1995)
- Um Gordo pelo Avesso (1995)
- O Sarcófago da Múmia (1995)
- O Segredo da Lagartixa Encantada (1995)
- Paca Tatu, Cutia Não (1996)
- Iauacaca, a Lontra Brincalhona (1996)
- O Mistério do Sapo Cururu (1996)
- Eu, Você e o Gabruvtz (1996)
- O Reino dos Mal‑Humorados (1996)
- O Segredo da Montanha (2007)
- HQs – Quando a Ficção Invade a Realidade (2007)
- O Mistério do Cofrinho Vermelho (2007)
- Do Outro Lado do Rio (2007)
- O Caso da Fotografia Borrada (2007)
- A Bruxa da Casa Azul (2007)
- O Caso da Chave Dourada (2007)
- Em Algum Lugar do Lixão (2007)
- O Fantasma da Ótica (2007)
- Encrenca na Biblioteca (2007)
- A História de Gilgamesh, Rei de Uruk (2007)
- O Segredo das Pedras: Tempo de Travessia (2008)
- Mavutisinim e o Kuarup (2008)
- Game Over (2008)
- Segredos Perigosos (2008)
- O Encafronhador de Trombilácios (2009)
- Segredos Roubados (2009)
- Poesia de Cada Dia (2009)
- Chiclete Grudado Embaixo da Mesa (2009)
- Coleção de Bichos (2010)
- Um Tronco no Meio do Caminho (2010)
- Uma Canção em Nova York (2010)
- Sangue de Lobo (2010)
- Volta ao Mundo em 80 Mitos (2010)
- O Segredo das Pedras: A Roda de Fogo (2010)
- Sete Perguntas para um Dragão (2010)
- Palavras Mágicas (2010)
- Cinco Penas da Fênix (2011)
- Era Uma Vez à Meia-Noite (2011)
- Mitologia Grega – Histórias Terríveis (2011)
- A Flauta Mágica (2011)
- Aída (2011)
- Enciclonérdia – Almanaque de Cultura Nerd (2011)
- Mitos Urbanos (2011)
- Sob o Signo da Lua (2011)
- Conexão Magia (2011)
- Escolha Seu Dragão (2011)
- Muito Além dos Seus Sonhos (2011)
- Palavras Despalavradas (2012)
- Quatro Estações de Morte (2012)
- Contos de Horror (2012)
- O Guarani – Ópera em Quadrinhos (2012)
- Um Sonho pela Metade (2012)
- Segredos de Amor, Namoro e Paixão (2012)
- Pão Feito em Casa (2012)
- O Despertar das Tatuagens (2012)
- Enigma em Barcelona (2013)
- Segredos do Além (2013)
- Medonho (2013)
- Anjo à Meia‑Luz (2013)
- Frankenstein e Outros Mortos‑Vivos (2013)
- Quatro Estações de Pavor (2013)
- América Mítica (2013)
- Contos de Fadas Sangrentos (2013)
- Eu de Cabeça pra Baixo (2013)
- O Livro de Uma Letra Só (2013)
- Contos de Suspense (2014)
- O Invisível Sugador de Sangue (2014)
- Pérola – O Ano do Dragão (2014)
- O Beco dos Doces (com Helena Gomes, 2015)
- Iluminuras (2015)
- Rapunzel (2015)
- O Boi Bumbá (2015)
- A Menina do Capuz Vermelho (2015)
- Flutuantes (2015)
- Maria Borralheira (2015)
- Pele de Asno (2015)
- A Bela no Bosque Adormecida (2015)
- Espelho, Espelho Seu (2016)
- A Princesa e o Sapo (2016)
- Os Três Ursos (2016)
- João e Maria (2016)
- Os Três Porquinhos (2016)
- Heróis e suas Jornadas (2016)
- Olhos de Lobo (2016)
- Lisboa: Um Sonho, Um Pesadelo (2017)
- Escrito em Vermelho e Outros Contos Assustadores (2017)
- Os Guardiões do Pentagrama (2017)
- Foi Ele que Escreveu a Ventania (2017)
- Histórias Mal Cheirosas (2018)
- Tinha um Livro no Meio do Caminho (2018)
- O Livro Secreto do Meu Tio-Avô (2018)
- Bichos e Lendas do Nosso Brasil (2019)
- Jacaré com Jaca (2019)
- Terra de Mistérios (2019)
- A Filha do Alquimista (2019)
- Entre Cães e Gatos (2019)
- Os Manuscritos Encantados da Senhora Trampolim (2019)
- Manjaléu e Outros Contos do Folclore Mundial (2019)
- Vila Ventura – Aventuras, Encrencas, Fantasmas, e Mistérios (2020)
- Cadê a Cocada (2020)
- A Sétima Chave (na coletânea Crimes e Castigos, 2020)
- Depois da Quarentena – Antologia Futura de um Presente Confinado (2020)
- Palas‑Atena – Diários Perdidos dos Jovens deuses (2020)
- Metamorfoses (2021)
- Hermes – Diários Perdidos dos Jovens deuses (2021)
- O Reino dos Mal‑Humorados (2022)
- Na Minha Casa Tem um Lestronfo (2022)
- Hefaistos – Diários Perdidos dos Jovens deuses (2022)
- Uma Espada Celta (2022)[9]

## Prêmios
Recebeu vários prêmios "Altamente Recomendável" da Fundação Nacional do Livro Infantil e Juvenil (FNLIJ) , assim como os prêmios Bienal Nestlé de Literatura  em 1991 e Histórias Infantis de Curitiba em 1992. Pela FNLIJ, receberia ainda os Prêmios "O Melhor Livro de Teatro" em 2005 e em 2016. 
Foi finalista do Prêmio Jabuti em 2008, 2011, 2017 e recebeu o Prêmio Jabuti - Juvenil em 2016, pela obra Iluminuras (Editora Lê), uma novela juvenil sobre viagens no tempo.
Recebeu também prêmios "Seleção" e "Distinção" da Cátedra UNESCO - PUC/RJ em 2017, 2018, 2019 e 2021.
Em 2025 ganhou o Prêmio AEILIJ - categoria Adaptação e Reconto, com a obra Mitos & Bichos de A a Z, ilustrado por Andrea Ebert.